# Кан-Калик Віктор Абрамович
Віктор Абрамович Кан-Калик (1946—1991) — радянський вчений-педагог, професор, доктор педагогічних наук, засновник напряму «педагогічного спілкування» в радянській дидактиці, ректор Чечено-Інгушського державного університету в 1990—1991 роках. Викрадений у 1991 році в Грозному. Загинув від рук невстановлених осіб з невідомих мотивів.

## Походження та навчання
Віктор Кан-Калик народився 1946 року. Спочатку навчався у Грозненській чоловічій школі № 12, а потім після об'єднання у середній школі № 1. Вже під час навчання в школі він відвідував драматичний гурток та виступав на сцені Грозненського республіканського Будинку піонерів. Після школи спробував вступити до одного з московських театральних училищ, але безуспішно. У 1963 році вступив до Чечено-Інгушського державного педагогічного інституту. Після закінчення у 1968 році залишився в рідній альма-матер.
|  | Серед студентів-першокурсників виявився і Віктор Кан-Калик, що виділявся своєю особостью, неординарністю. Навчався він легко, наче граючись. Позначилися досить ґрунтовна шкільна підготовка, досить великий загальнокультурний кругозір в поєднанні з чудовою пам'яттю, що дозволяла засвоювати лекційний і навчальний матеріал буквально на льоту, - згадував Олександр Володимирович Очман, професор кафедри словесності і педагогічних технологій філологічної освіти П'ятигорського державного лінгвістичного університету |

## Наукова діяльність
У 1971 році Віктор Кан-Калик у НДІ змісту і методів навчання Академії педагогічних наук СРСР вдруге захистив кандидатську дисертацію з педагогіки «Інтерес до революційної героїки в мистецтві як фактор морального розвитку старшокласників». Вона присвячена використанню системи Костянтина Станіславського в підготовці і діяльності вчителя.
Докторську дисертацію «Педагогічна діяльність як творчий процес» захистив у Ленінградському державному педагогічному інституті імені О. І. Герцена. Потім шість років чекав її затвердження Вищою атестаційною комісією.
До 1987 року Віктор Кан-Калик працював завідувачем кафедри педагогіки і психології Чечено-Інгушського державного університету. Також керував Головним радою з проблем педагогіки вищої школи Північно-Кавказького наукового центру вищої школи, був заступником голови спеціалізованої вченої ради Ростовського державного університету. Тісно співпрацював з НДІ змісту і методів навчання Академії педагогічних наук СРСР, науково-дослідним інститутом проблем вищої школи, НДІ загальної педагогіки АПН СРСР, Всеросійським центром з проблем освіти.
Спектр наукових інтересів
- «педагогічне спілкування»;
- моральне виховання молоді;
- проблеми сімейної педагогіки;
- психолого-педагогічні основи викладання літератури в школі;
- питання театральної педагогіки.

### Система вченого
На основі відомої театральної системи Костянтина Станіславського вчений розробив методику занять для студентів педагогічних вишів з метою розвитку «емоційно-творчої природи педагога». Також Віктор Кан-Калик здійснив найбільший внесок у психологію професійної освіти як автор системи навчання майбутніх педагогів основам професійно-педагогічного навчання
Система Кан-Калика використовувалася в Чечено-Інгушському, Тюменському, Ростовському, Кабардино-Балкарському університетах, Мінському, Пермському, Ростовському, Черкаському, Ставропольському та інших педагогічних інститутах.

## Ректор
Віктор Кан-Калик був призначений ректором ЧІДУ імені Л. М. Толстого в 1990 році. Академік А. В. Петровський, називаючи в своїх мемуарах призначення Кан-Калика «несподіваним», писав, що «ймовірно, це було пов'язано з міжнаціональними відносинами в республіці. Припускали, що чеченці не хотіли бачити в ректорському кріслі ингуша, а інгуші — чеченця. Найкращим варіантом виявився горський єврей».
Новий ректор ввів на всіх факультетах вивчення чеченської та інгушської мов, в університеті було створено медичний факультет, запрошені на роботу професора з Сибіру, Уралу, міст центру Росії, Казахської РСР (Целиноград). Крім того, посилено контроль за оцінюванням на вступних іспитах, що зруйнувало усталену корупційну схему.
Останнє, ймовірно, і послужило причиною того, що загроза життю ректора виникла практично відразу після його обрання: в його кабінеті невідомими була розлита ртуть, після чого у ректора відкрилася гіпертонія і погіршився зір. Потім в кабінет Кан-Калика намагалися підкинути гроші і звинуватити ректора в отриманні хабара. Проти професора була опублікована викривальна стаття в газеті «Радянська культура», яка не принесла скільки-небудь значимого результату: незважаючи на важкий час в республіці, Віктор Кан-Калик, будучи демократичним керівником, користувався підтримкою студентства.

## Викрадення та убивство
Загроза життю змусила В. О. Кан-Калика зробити кроки до переходу на нову роботу в Москву, однак увечері 11 листопада 1991 року ректор був викрадений невідомими. Віктор Абрамович Кан-Калик та проректор Абдул-Хамід Бислієв разом виходили з будівлі університету, коли група озброєних людей силою посадила ректора до автомобіля «Волга». Бислієв, який намагався перешкодити викрадачам, був смертельно поранений автоматною чергою.
Тіло Віктора Абрамовича, підданого тортурам, було виявлено на початку березня 1992 року похованим у Грозненському районі.
Віктор Абрамович Кан-Калик похований в Москві на Востряковському кладовищі.

## Увічнення пам'яті
У Грозному на честь вченого була названа вулиця (колишня вулиця Субботніков)..

## Родина
Дружина Лариса, дві доньки.

## Память
- У січні 2013 року одній з вулиць Грозного було присвоєно ім'я Кан-Калика. Пізніше на цій вулиці почалося будівництво синагоги[6].

## Праці
- Кан-Калик В. А. Грамматика общения [Архівовано 3 липня 2018 у Wayback Machine.]. — М.: Роспедагентство, 1995. — 108 с. — ISBN 5-86825-005-2. (рос.)
- Кан-Калик В. А., Никандров Н. Д. Педагогическое творчество. — М.: Педагогика, 1990. — 144 с. — ISBN 5-7155-0293-4. (рос.)
- Кан-Калик В. А., Хазан В. И. Психолого-педагогические основы преподавания литературы в школе [Архівовано 3 липня 2018 у Wayback Machine.] (Учеб. пособие для пед. ин-тов). — М.: Просвещение, 1988. — 256 с. — ISBN 5-09-000768-3. (рос.)
- Кан-Калик В. А. Учителю о педагогическом общении: кн. для учителя. — М.: Просвещение, 1987. 190 с. (рос.)
- Кан-Калик В. А. Право вести за собой: о комсомольцах 80-х гг.. — М.: Молодая гвардия, 1987. 189 с. (рос.)
- Кан-Калик В. А. Педагогическая деятельность как творческий процесс. — М.: НИИВШ, 1977. 64 с. (рос.)